# Надреалити шоу
Надреалити шоу (изворно Nadreality show) јесте наставак Топ листе надреалиста у 21. веку. Нову екипу саставио је Зенит Ђозић (Зена) са Елвисом Ј. Куртовићем. У новом серијалу екипа се бави послератном БиХ у 21. веку. Власник лиценце програма, популарног највише на Балкану, оригинално јесте Федерална телевизија (ФТВ) у Босни и Херцеговини (од 2007), а РТЛ телевизија у Хрватској и Б92 у Србији.